# Портретна фотография
Портретната фотография има за цел заснемането на портрет на даден човек или малка група от хора, обикновено представящ ги в добра светлина. Както и другите видове портрети, фотографския портрет се съсредоточава върху лицето, въпреки че могат да бъдат включени тялото и фонът.
Портретната фотография съществува откакто е изобретен и популяризиран фотоапаратът. Тя е по-евтина и по-достъпна технология от портретната живопис. Популярността на дагеротипа в средата на 19 век до голяма степен се дължала на голямото търсене на евтини портрети. Многобройни студия се появили в градовете по цял свят, като някои от тях произвеждали над 500 плочки на ден. Стилът на тези ранни творби отразява техническите предизвикателства, произтичащи от 30-секундните експонации и художествената естетика на времето. Моделите обикновено заставали на едноцветни фонове и били осветявани отгоре с меката светлина на прозорец и всичко друго, което можело да се отрази с огледала. С развитието на техниката, възможността за заснемане с по-кратки експонации дала на фотографите по-голяма творческа свобода, което довело до създаването на нови стилове портретна фотография. Съвременните портретни фотографи се стремят да уловят не само образа на човека, но и неговите мисли и настроение в този момент.